# Роб Гонсалвес
Роб Гонсалвес (Rob Gonsalves) – канадський художник. Народився в 1959 році в Торонто. Малювати почав з раннього дитинства. У 12 років Роб вже відмінно малював архітектуру. Під враженням від творчості Далі й Тангі, Гонсалвес намалював свої перші сюрреалістичні картини. «Магічний реалізм» Магрітта і Ешера справив великий вплив на його майбутні роботи.

## Біографія
Народився в циганській сім'ї Торонто в 1959 році. У дитинстві він постійно розвивав свій інтерес до малювання. У 12 років він вивчив техніку перспектив, і його знання архітектури дозволило йому втілювати придумані будівлі, а також почати малювати свої перші картини.
Познайомившись з творчістю Далі і Тангі, Гонсалвес намалював свої перші сюрреалістичні картини. «Магічний реалізм» Магрітта та Ешера справив великий вплив на його майбутні роботи.
У наступні після закінчення коледжу роки Гонсалвес працював архітектором, але також малював створюють ілюзію реальності фрески і театральні декорації. Після вдалого виступу на виставці вуличного мистецтва в Торонто в 1990 році Гонсалвес повністю присвятив себе живопису.

## Картини
Хоча роботи Гонсалвес відносять до сюрреалізму, вони все-таки не повністю витримані в цьому стилі, тому що його образи завжди чітко сплановані і є результатом усвідомленої думки. Ідеї, по більшій частині, генеруються з зовнішнього світу і ґрунтуються на людській активності, художник використовує ретельно вивірені ілюзіоністські прийоми. Гонсалвес додає чарівництва в реальні сцени. У результаті, термін «чарівний реалізм» в точності описує його роботи. Його живопис — це спроба продемонструвати людям, що неможливе можливо.
Багато видатних людей, відомі корпорації, посольства, а також сенатор США колекціонують роботи Гонсалвес і його «лімітед едішн» постери. Роб Гонсалвес брав участь у «Арт Експо» в Нью-Йорку та Лос-Анджелесі, «Декор» в Атланті й Лас-Вегасі, форумі витончених мистецтв. Його особисті виставки працювали в галереях «Діскавері», «Хадсон Ріве» і «Калейдоскоп».